# Афтабхвортаб
Афтабхвортаб (перс. افتابخورتاب) — село в Ірані, у дегестані Південний Амлаш, у Центральному бахші, шагрестані Амлаш остану Ґілян. За даними перепису 2006 року, його населення становило 44 особи, що проживали у складі 14 сімей.

## Клімат
Середня річна температура становить 14,79 °C, середня максимальна – 28,72 °C, а середня мінімальна – 0,81 °C. Середня річна кількість опадів – 1076 мм.
| Клімат поселення                              | Клімат поселення | Клімат поселення | Клімат поселення | Клімат поселення | Клімат поселення | Клімат поселення | Клімат поселення | Клімат поселення | Клімат поселення | Клімат поселення | Клімат поселення | Клімат поселення | Клімат поселення |
| Показник                                      | Січ.             | Лют.             | Бер.             | Квіт.            | Трав.            | Черв.            | Лип.             | Серп.            | Вер.             | Жовт.            | Лист.            | Груд.            |                  |
| Середній максимум, °C                         | 11,60            | 11,40            | 12,80            | 17,78            | 21,92            | 26,82            | 28,72            | 28,66            | 24,56            | 21,30            | 17,06            | 12,66            |                  |
| Середня температура, °C                       | 6,30             | 6,11             | 7,49             | 12,48            | 16,63            | 21,51            | 24,37            | 24,31            | 20,21            | 16,94            | 12,71            | 8,30             |                  |
| Середній мінімум, °C                          | 1,00             | 0,81             | 2,19             | 7,19             | 11,34            | 16,24            | 20,03            | 19,96            | 15,87            | 12,61            | 8,36             | 3,97             |                  |
| Норма опадів, мм                              | 94               | 82               | 83               | 47               | 48               | 35               | 33               | 55               | 124              | 201              | 152              | 122              |                  |
| Середньомісячна швидкість вітру, м/с          | 2.35             | 2.50             | 2.50             | 2.40             | 2.30             | 2.22             | 2.56             | 2.20             | 2.04             | 2.10             | 2.05             | 2.23             |                  |
| Середньомісячна сонячна радіація, кДж/м²·день | 7214             | 9259             | 11190            | 15383            | 19247            | 20939            | 21631            | 18294            | 15006            | 10829            | 8745             | 6845             |                  |
| --------------------------------------------- | ---------------- | ---------------- | ---------------- | ---------------- | ---------------- | ---------------- | ---------------- | ---------------- | ---------------- | ---------------- | ---------------- | ---------------- | ---------------- |
| Джерело:                                      |                  |                  |                  |                  |                  |                  |                  |                  |                  |                  |                  |                  |                  |